# Phaseolus lunatus

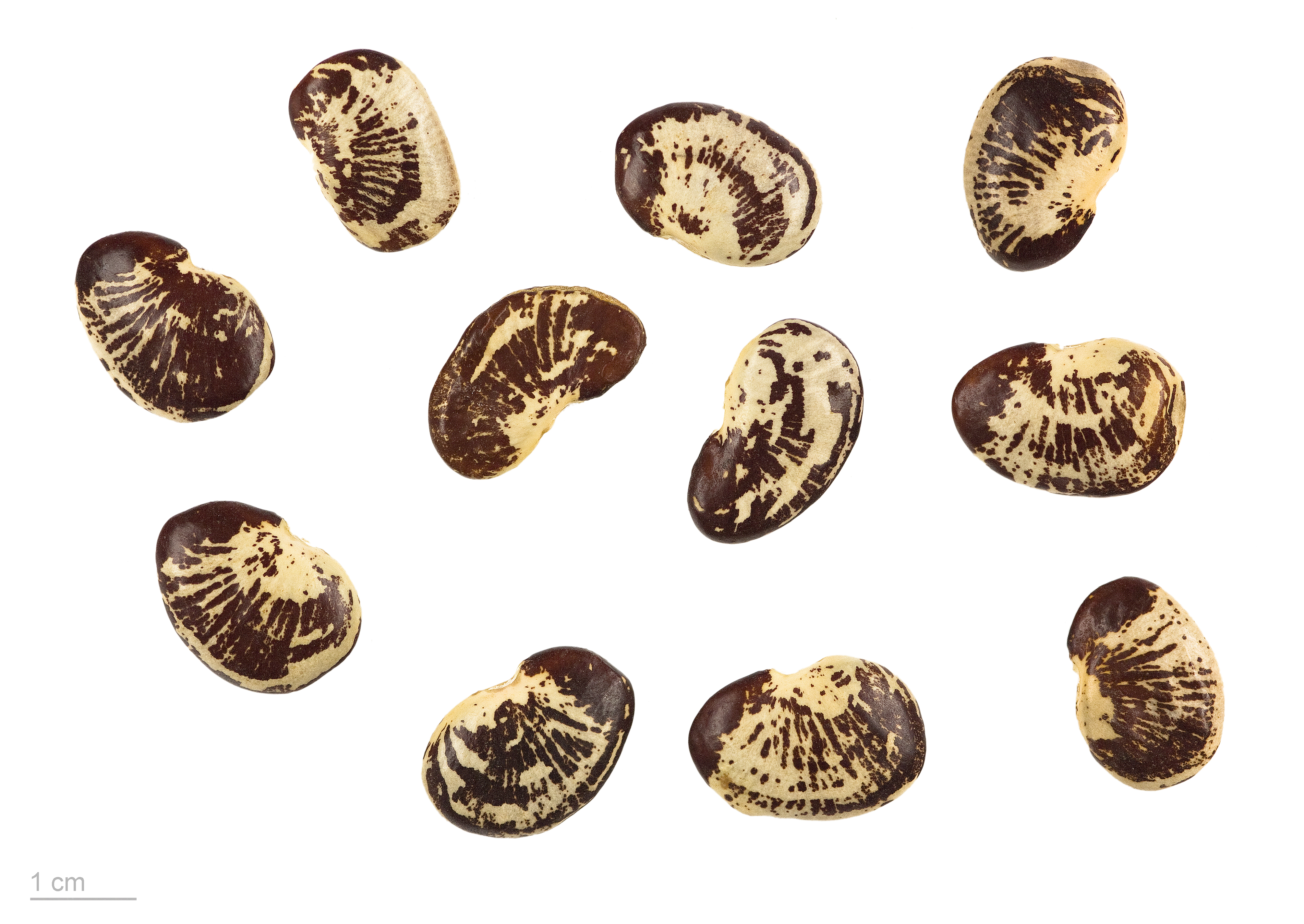
Phaseolus lunatus

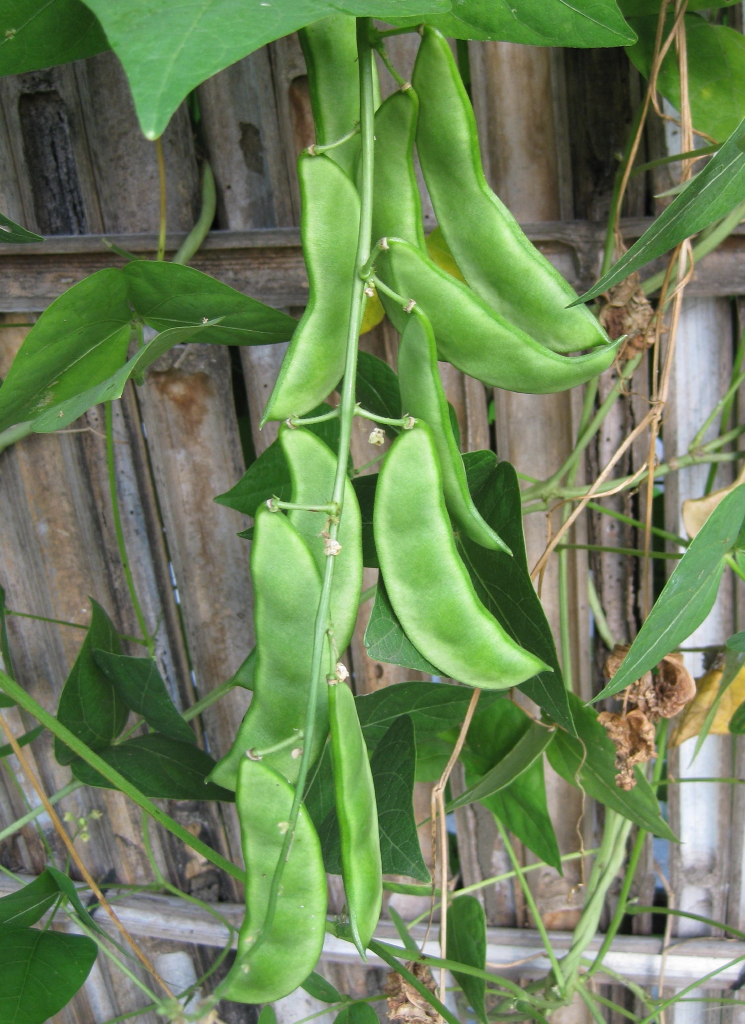
Frutos

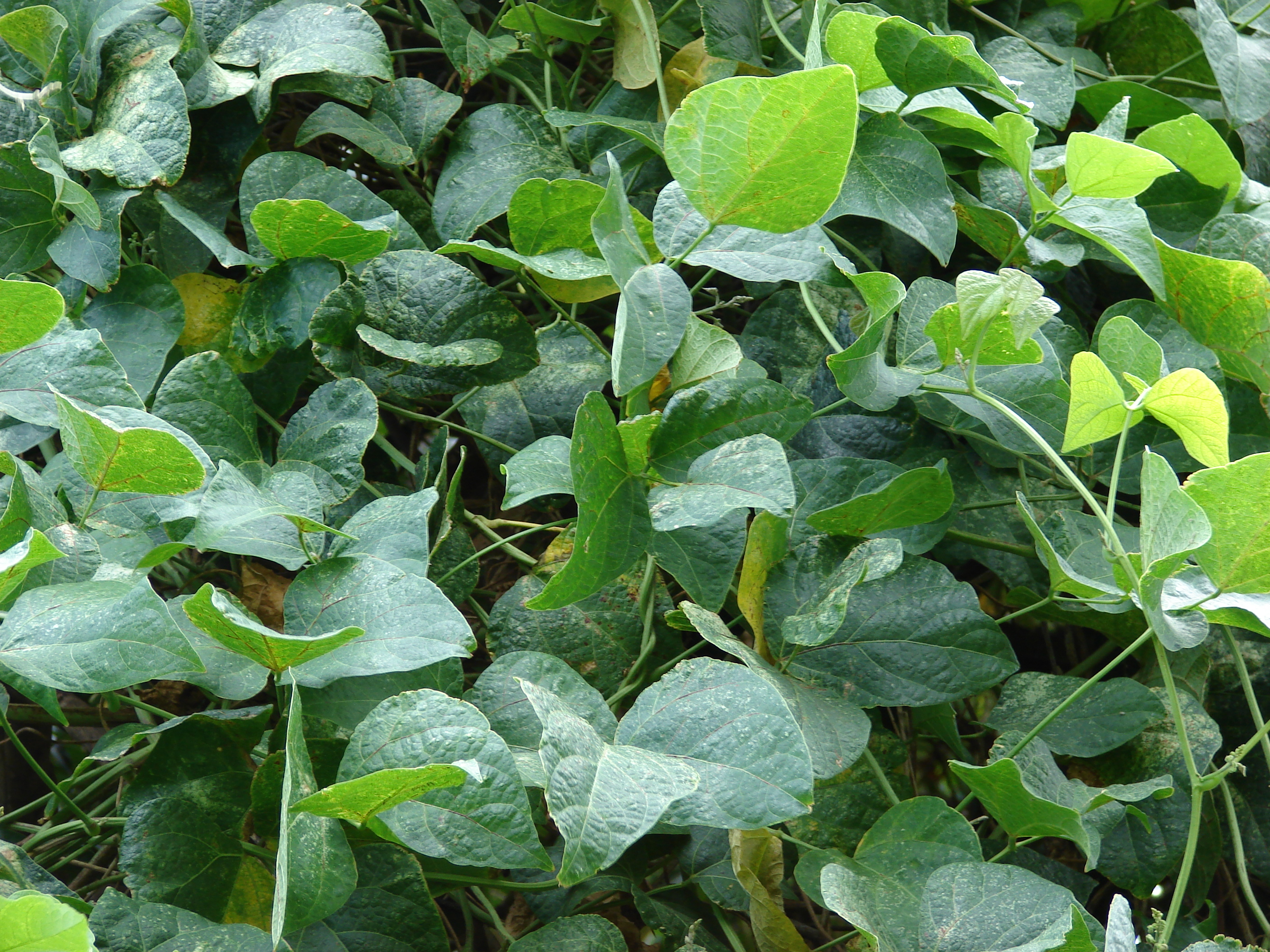
Vista de la planta

Phaseolus lunatus, llamado comúnmente carauta (en Colombia), garrofón (en Valencia de España), frijol ancho (en México), chilipuca (en Centroamérica), pallar (en Perú), patani (en Filipinas), o haba manaba (en Ecuador) es una especie herbácea anual de la familia de las leguminosas. 
Se cultiva en diversos países cálidos y templados con el objeto de consumir su semilla comestible grande y plana. Se le cultiva desde el norte de México hasta el sur de Chile y centro de Argentina.
La lista roja de la UICN la considera como de preocupación menor (LC).

## Descripción
Son hierbas trepadoras, perennes, con raíz primaria no engrosada; tallos estriados, glabros a escasamente pubescentes. 
Folíolos ovados a rómbicos o deltoide-ovados, de 3–13 cm de largo y 1.5–6 cm de ancho, ápice agudo, base redondeada o ampliamente cuneada, membranosos a subcoriáceos, esparcidamente estrigosos, pecíolos 1.8–12 cm de largo, estípulas triangulares a lanceoladas, 1.5–2.5 (3.5) mm de largo, generalmente reflexas. Inflorescencias 8–36 cm de largo, raquis a veces con nudos con más de 2 flores, pedicelos hasta 13 mm de largo, brácteas primarias oblongo-ovadas, 1–2 mm de largo, con 3 nervios, bractéolas oblongo-ovadas, raramente lanceoladas, 1–2 mm de largo, generalmente con 3 nervios, flores 1–1.5 cm de largo, lilas, rosadas a violetas (blancas en las plantas cultivadas); cáliz campanulado, 2.5–3.5 mm de largo, glabro o escasamente hírtulo, dientes laterales e inferior triangulares, de 1 mm de largo; estandarte oblongo u orbicular, 6.5–7 mm de largo, alas obovadas, 10–15 mm de largo, quilla con 1.5–2 espiras; estambre vexilar con apéndice globoso basal; ovario glabro, estigma introrso.
Frutos oblongos, falcados, péndulos, 3.5–6.5 (8.3) cm de largo y 1–1.4 cm de ancho, comprimidos, dehiscentes, valvas delgadas a subcoriáceas, glabras o escasamente pubescentes; semillas 3–6, oblongas, cuadradas, reniformes u orbiculares, 6–10 mm de largo y 5–9 mm de ancho, comprimidas, cafés a negras, moteadas con negro, hilo oblongo-oblanceolado, 1.5–2.5 mm de largo, germinación epigea.

## Variedad
Existe una  variedad más grande, achatada, y blanquecina de pallar: P. lunatus var. macrocarpus, o P. limensis), y en el sur de EE. UU. se la llama tipo Dixie o Henderson.

## Origen del nombre común
El nombre de pallar proviene del mochica paxller [paɬeɾ], a través del quechua pallar.
Durante el Virreinato del Perú el pallar fue exportado al resto de América y Europa, y debido a que las cajas que los transportaban llevaban el sello "Lima, Perú", es por lo que se le conoce como Lima Bean en los países de habla inglesa. En el quechua cuzqueño se registra como neologismo dentro del idioma vernáculo, dice 

pallar.s. Bot. (Phaseolus lunatus aluvia).NEOL: Variedad de leguminosa de frutos en vaina y semillas blancas y grandes como las habas

Otros nombres comunes son habones, frijolito de Cuba, judía de Lima, haba de Lima, patani de Filipinas, frijol mantequilla, poroto pallar (en Chile), guaracaro o chilipuca colorada.[¿dónde?]

## Origen, domesticación y distribución
Esta leguminosa es originaria de la América tropical y subtropical, en concreto de las zonas andina y mesoamericana.
Se cree que habrían ocurrido dos acontecimientos separados de domesticación. El primero se llevó a cabo en los Andes alrededor de 2000 aC, el cual produjo una variedad de semilla grande (tipo Lima), mientras que el segundo se produjo muy probablemente en Mesoamérica alrededor del 800, el cual produjo una variedad de semilla pequeña (tipo Sierva). Por el 1301, su cultivo se había expandido a Norteamérica, y en el siglo XVI esta planta llegó al Hemisferio Oriental donde empezó a ser cultivada.
La forma silvestre de semilla pequeña (tipo Sierva) se encuentra distribuida desde México hasta Argentina, generalmente por debajo de los 1600 m s. n. m., mientras que la variedad de semilla grande (tipo Lima) se encuentra distribuida en el norte del Perú, entre los 320 y 2030 m s. n. m.
En Perú se cultiva principalmente en la zona del departamento de Ica el cual es consumido tanto verde como seco, verde en la famosa ensalada de pallares y secos a manera de menestra con pellejo de cerdo y un estofado o adobo de carne de oveja.

## Toxicidad
Los granos de esta planta contienen muchos factores bioquímicos antinutricionales (antialimentarios), como lectinas e inhibidores de la proteasa, así como de faseolunatina, o linamarina:  glucósido cianogenético 2-(alfa-D-Glucopiranosiloxi)-2-metilpropanenitrilo que libera ácido cianhídrico bajo la acción de enzimas. Esas sustancias se destruyen por cocción en ciertas condiciones.

## Utilización
El pallar produce de 2900 a 5000 kg de semilla y de 3000 a 8000 kg de biomasa por ha [cita requerida]. Los pallares contienen linamarina, el glucósido cianógeno, sin embargo cuando se cuecen las semillas, estas se vuelven comestibles, y las variedades bajas en linamarina son usadas típicamente para usos culinarios.
Esta alubia blanca, grande y plana precisa de una cocción de alrededor de cuarenta minutos para ser consumida, con lo que se consigue una textura suave y untuosa que se deshace en el paladar.
Se utiliza ampliamente en la gastronomía andina, tanto en la costa peruana, como en zonas originarias más elevadas.
Durante la colonización española de América, fue llevado a España, y actualmente es un ingrediente fundamental de la paella valenciana, aunque también se encuentra presente en otros platos típicos de la Comunidad Valenciana como el arroz caldoso con pollo y conejo.
En Argentina, muchos lo utilizan en lugar del poroto blanco común para el locro, comida ancestral tradicional en todo el país, especialmente para fechas patrias como el 25 de Mayo y el 9 de julio.
En el Caribe Colombiano, se prepara con este el denominado arroz de Carauta.
En Huế, Vietnam, es el ingrediente principal del plato chè đậu ngự.

## Taxonomía
Phaseolus lunatus fue descrito por Carlos Linneo y publicado en Species Plantarum 2: 724. 1753.
Variedades aceptadas
- Phaseolus lunatus var. limenanus (L.H. Bailey) Burkart
- Phaseolus lunatus var. solanoides (Eselt.) Burkart

Sinonimia
- Dolichos tonkinensis Bui-Quang-Chieu
- Phaseolus bipunctatus Jacq.
- Phaseolus ilocanus Blanco
- Phaseolus inamoenus L.
- Phaseolus limensis Macfad.
- Phaseolus macrocarpus Moench
- Phaseolus portoricensis Spreng.
- Phaseolus puberulus Kunth
- Phaseolus rosei Piper
- Phaseolus saccharatus Macfad.
- Phaseolus tunkinensis Lour.
- Phaseolus vexillatus "sensu Blanco, non L."
- Phaseolus viridis Piper
- Phaseolus vulgaris "sensu Blanco, non L."
- Phaseolus xuaresii Zuccagni[10]